# Кузьменко Олена Вікторівна
Олена Вікторівна Кузьменко (1915, село Романівка, тепер Садове Арбузинського району Миколаївської області — 1999, село Садове Арбузинського району Миколаївської області) — українська радянська діячка, новатор сільськогосподарського виробництва, ланкова колгоспу «Заповіт Ілліча» села Садового Арбузинського району Миколаївської області. Герой Соціалістичної Праці (23.04.1949). Депутат Верховної Ради УРСР 3-го скликання.

## Біографія
Народилася у селянській родині. Закінчила сільську школу. Трудову діяльність розпочала колгоспницею колгоспу «Заповіт Ілліча» села Садового Арбузинського району Миколаївської області.
Під час німецько-радянської війни перебувала в евакуації у східних районах СРСР, працювала у колгоспі Казахської РСР. У 1944 році повернулася до Миколаївської області.
З 1944 року — ланкова колгоспу «Заповіт Ілліча» села Садового Арбузинського району Миколаївської області. За отримання у 1948 році високого врожаю пшениці по 30,2 центнера з гектара на площі 20 га. їй було присвоєне звання Героя Соціалістичної Праці. Ланка Олени Кузьменко також вирощувала високі врожаї кукурудзи, соняшника, коріандру та кенафу.
Закінчила трирічну школу майстрів сільського господарства у Миколаївській області.
Потім — на пенсії у селі Садове Арбузинського району Миколаївської області.

## Нагороди
- Герой Соціалістичної Праці (23.04.1949)
- орден Леніна (23.04.1949)
- ордени
- медаль «За трудову доблесть» (1947)
- медаль «За доблесну працю у Великій Вітчизняній війні 1941—1945 рр.»
- медалі